# Ou Raadsaal
Le Raadsaal (Chambre du conseil ou encore Ou Raadsaal ou Republikeinse Raadsaal en afrikaans) situé à Pretoria sur church square est le nom du bâtiment qui abritait l'ancien parlement de la république sud-africaine du Transvaal.
Il est classé monument national depuis 1968.

## Historique

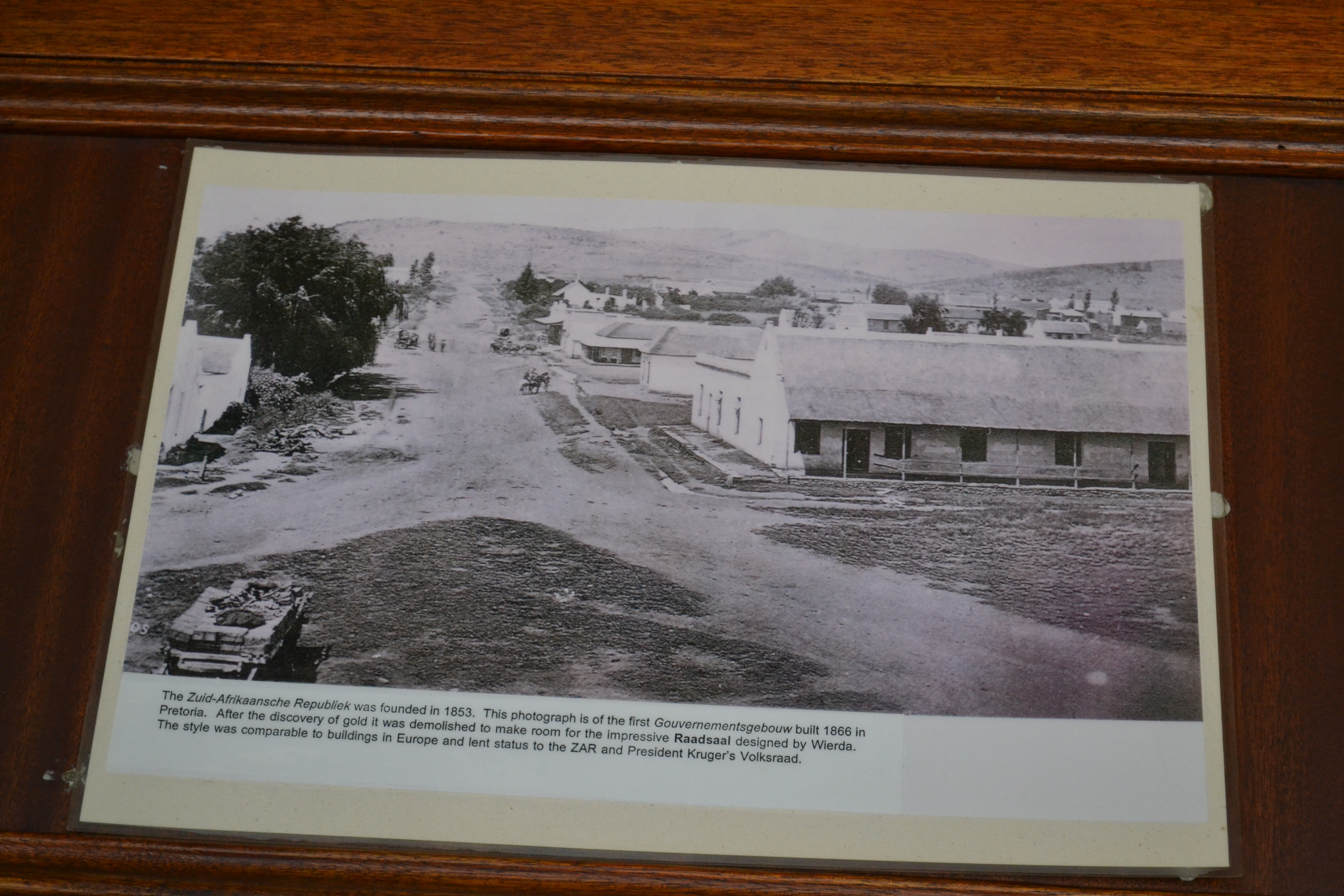
Ancien bâtiment du gouvernement construit en 1866 sur l'actuel church square et démoli pour laisser la place à l'actuel raadsaal en 1889

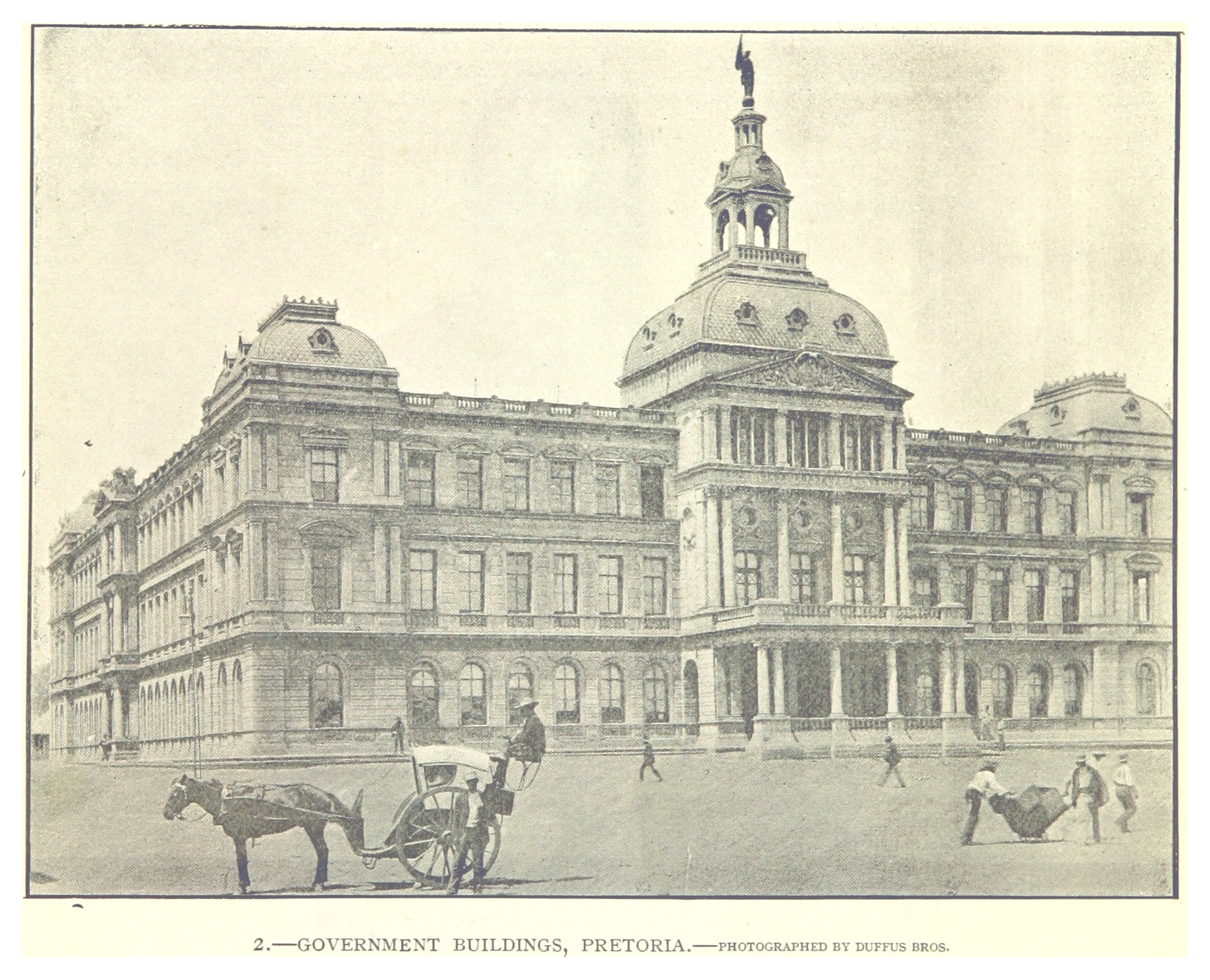
Le Raadsaal en 1893

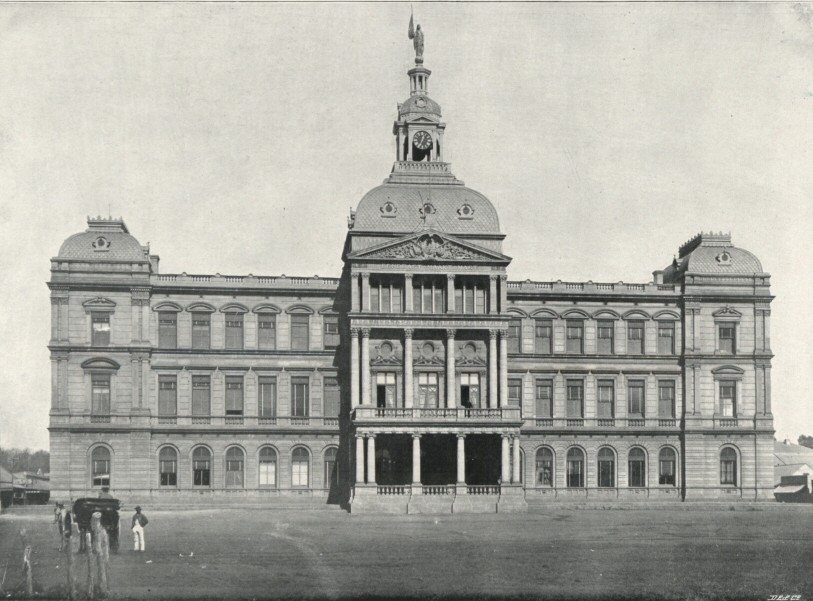
Le Raadsaal dans les années 1890

La république sud-africaine au Transvaal (Zuid-Afrikaansche Republiek ou ZAR) fut fondée en 1853 sans qu'un bâtiment officiel ne fasse alors office permanent de parlement en raison notamment de la division politique importante parmi les Voortrekkers pour désigner notamment une capitale et ériger un bâtiment gouvernemental.
Le 1er mai 1860, après plusieurs années de tergiversation, Pretoria devient officiellement la capitale de la Zuid-Afrikaansche Republiek et en 1866, un bâtiment allongé au toit de chaume fut construit sur market square, la place centrale de la ville, pour accueillir, à partir de 1867, les réunions de l'assemblée du peuple (Volksraad) du parlement de la ZAR.

Débat parlementaire au Raadsaal

Après la découverte d'or dans le Witwatersrand en 1886, la ZAR connait une période de prospérité économique qui permet à son gouvernement de pouvoir financer la construction d'imposants bâtiments publics à divers endroits du Transvaal. En 1887, un architecte d'État, le Néerlandais Sytze Wopke Wierda (1839-1911), est ainsi nommé avec l'objectif de concevoir un bâtiment public pour les réunions du Volksraad.
En 1888, la conception de ce bâtiment dans le style de la Renaissance italienne est terminé. Il se composerait de deux étages et contiendrait également, en plus du Volksraad, un certain nombre de bureaux.
L'appel d'offres pour la construction bâtiment est attribué à John Johnstone Kirkness (1857-1939). Les travaux commencent par la démolition de l'ancien bâtiment au toit de chaume situé à l'emplacement où le bâtiment allait être érigé. La première pierre est ainsi posée par le président Paul Kruger le 6 mai 1889.
Les travaux de construction avancent rapidement et le 5 mai 1890, la salle du Volksraad est prête et peut accueillir la réunion de la nouvelle session parlementaire, même si l'édifice n'est pas encore terminé. C'est lors de cette session qu'est prise la décision d'ajouter un troisième étage au bâtiment pour accueillir une deuxième chambre parlementaire.
Le Raadsaal est achevé en décembre 1891 et un système téléphonique installé par l'entrepreneur. Ce bâtiment est alors le premier de la République du Transvaal à porter à son fronton le blason de la république sud-africaine. Outre le parlement, il abrite au rez-de-chaussée les deux bureaux du président de l'État, une salle pour le conseil des ministres, des bureaux pour le Secrétaire d’État, pour le commandant général et pour d'autres hauts fonctionnaires. Au premier étage, en plus de la deuxième chambre, se trouve une salle de lecture et des bureaux des services gouvernementaux.
De nombreuses célébrations ont lieu devant le Raadsaal dans les années 1890, à commencer par les deuxième et troisième investitures de Paul Kruger à la présidence de la République. L'achèvement du chemin de fer entre Pretoria et la baie de Delagoa y fut célébré avec l'érection d'un grand arc de triomphe en juillet 1895. Les foules se sont rassemblées le 8 juin 1902 pour honorer le traité de paix mettant fin à la seconde guerre des Boers, signé à Melrose House.
Après voir abrité successivement les organes exécutifs et législatifs du Transvaal puis le siège du gouvernement d'occupation britannique après la chute de Pretoria durant la seconde guerre des Boers, le raadsaal de Pretoria n'aura plus guère de fonctions officielles et abrite de nos jours des réunions de comités de la municipalité de Tshwane.

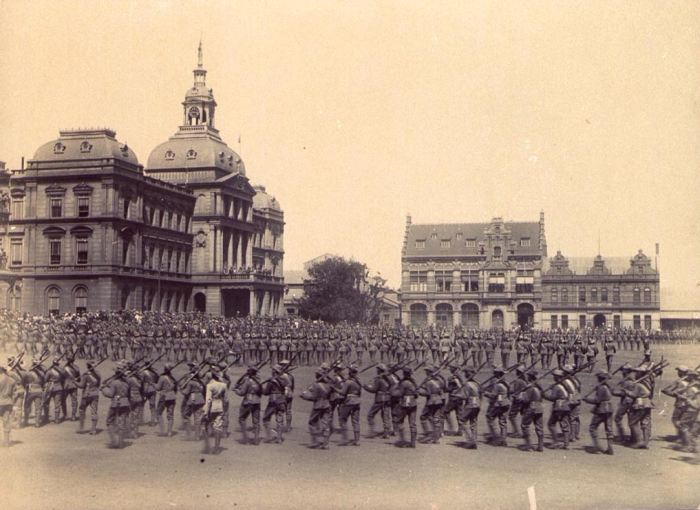
Place de l'église en 1899, parade des commandos boers devant le Raadsaal.
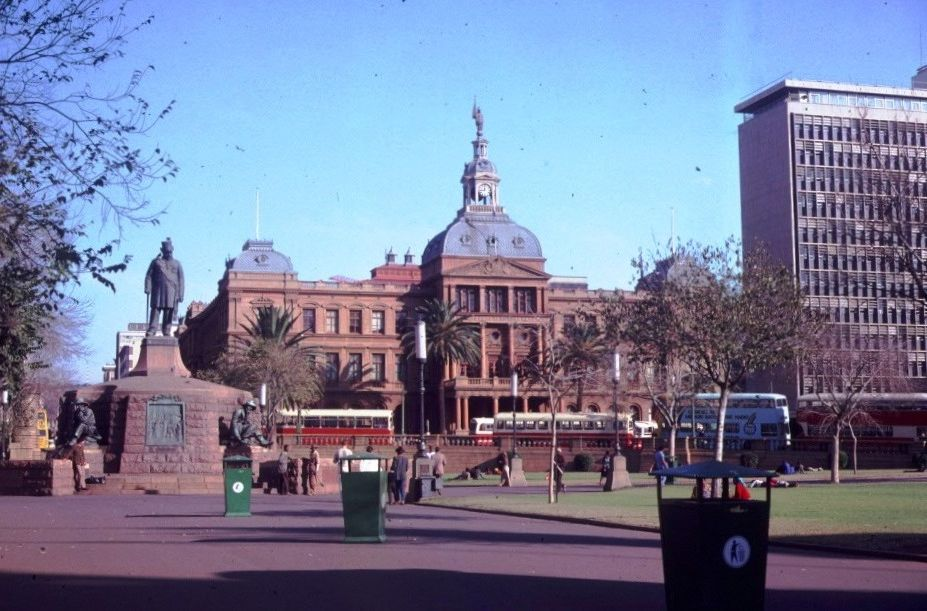
Place de l'église : la statue de Paul Kruger et le Raadsaal en 1982.
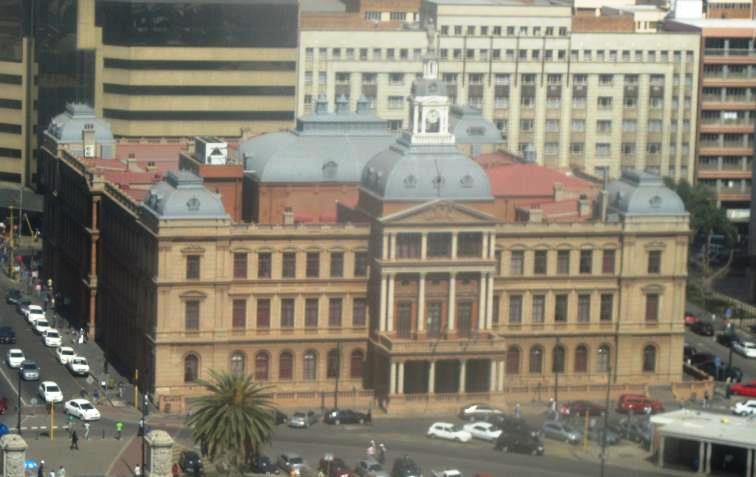
Le Raadsaal sur church square en 2010.

## Ornementation extérieure et décoration intérieure

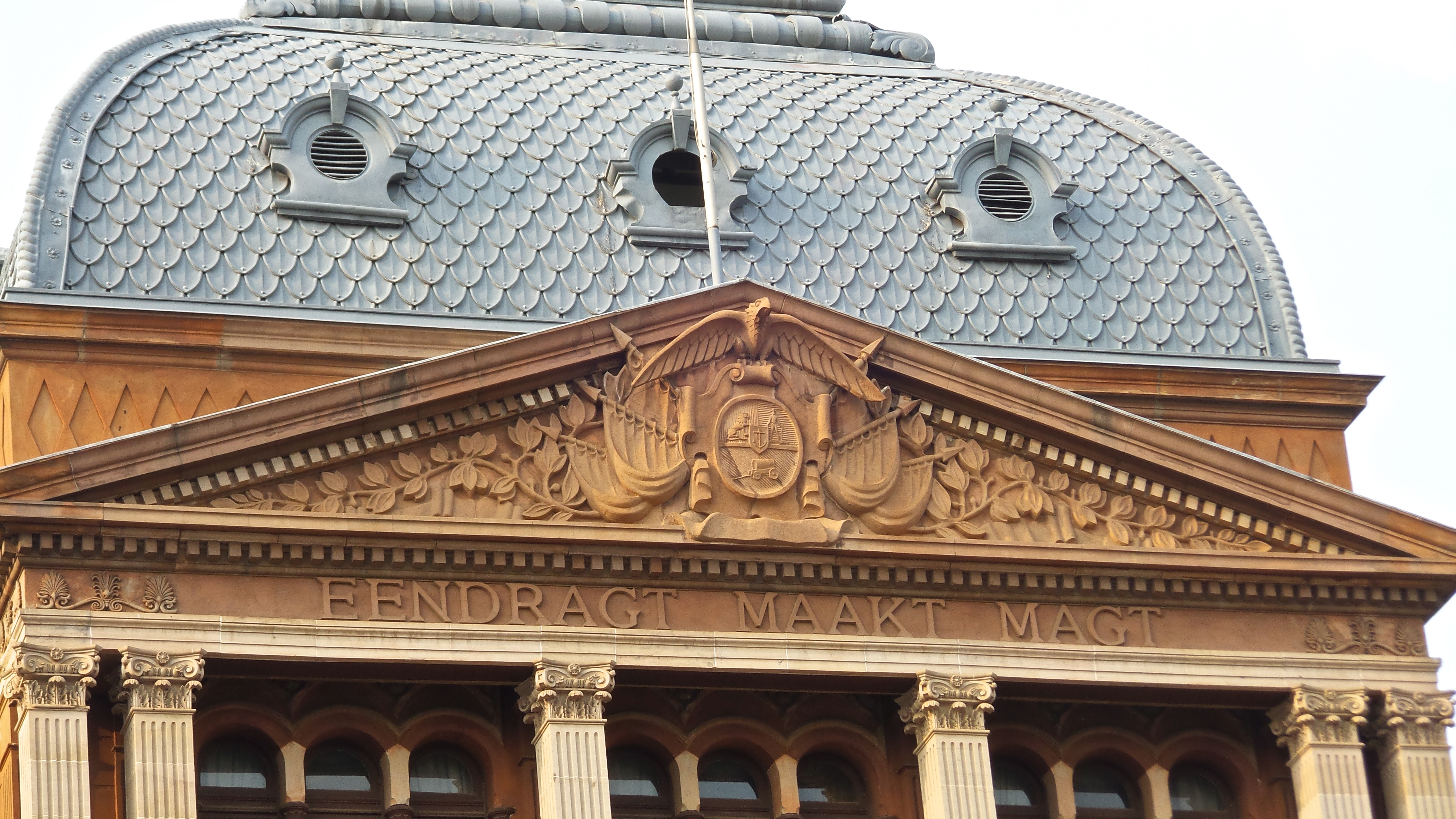
Les armoiries du Transvaal au fronton du bâtiment

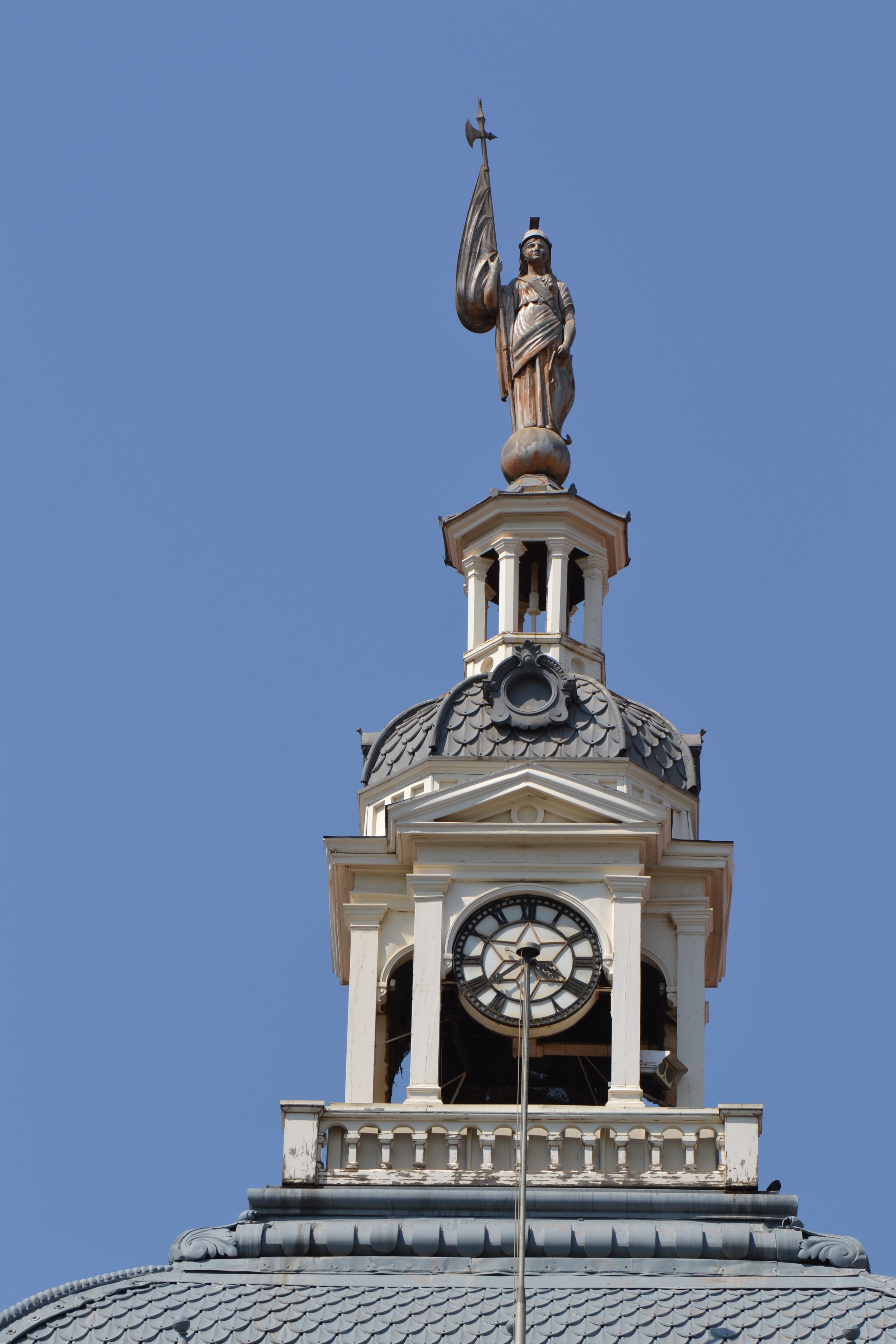
La statue symbolisant la liberté au sommet de la tour du Raadsaal

La façade du bâtiment en grès mesure 53,34 m de large pour 38,1 m de hauteur. Profond de 67 mètres, sa façade arrière longe Pretorius street. L'édifice comprend deux chambres pour le Volksraad et contient également le bureau du président de la République et les bureaux de tous les fonctionnaires de l'État.
Les armoiries républicaines sont situées au fronton de l’édifice au deuxième étage. Constituées d'un aigle aux ailes déployées au-dessus d'un bouclier entouré de six drapeaux, le tout placé au dessus de la devise « Eendragt maakt magt » (L'unité fait la force) inscrite en alphabet latin, elles furent sculptées par Anton van Wouw, elles seront, après la seconde guerre des Boers, nivelées et remplacées par les armoiries britanniques avant d'être rétablies en 1954 (et les armoiries britanniques conservées par le Transvaal Provincial Museum Service).

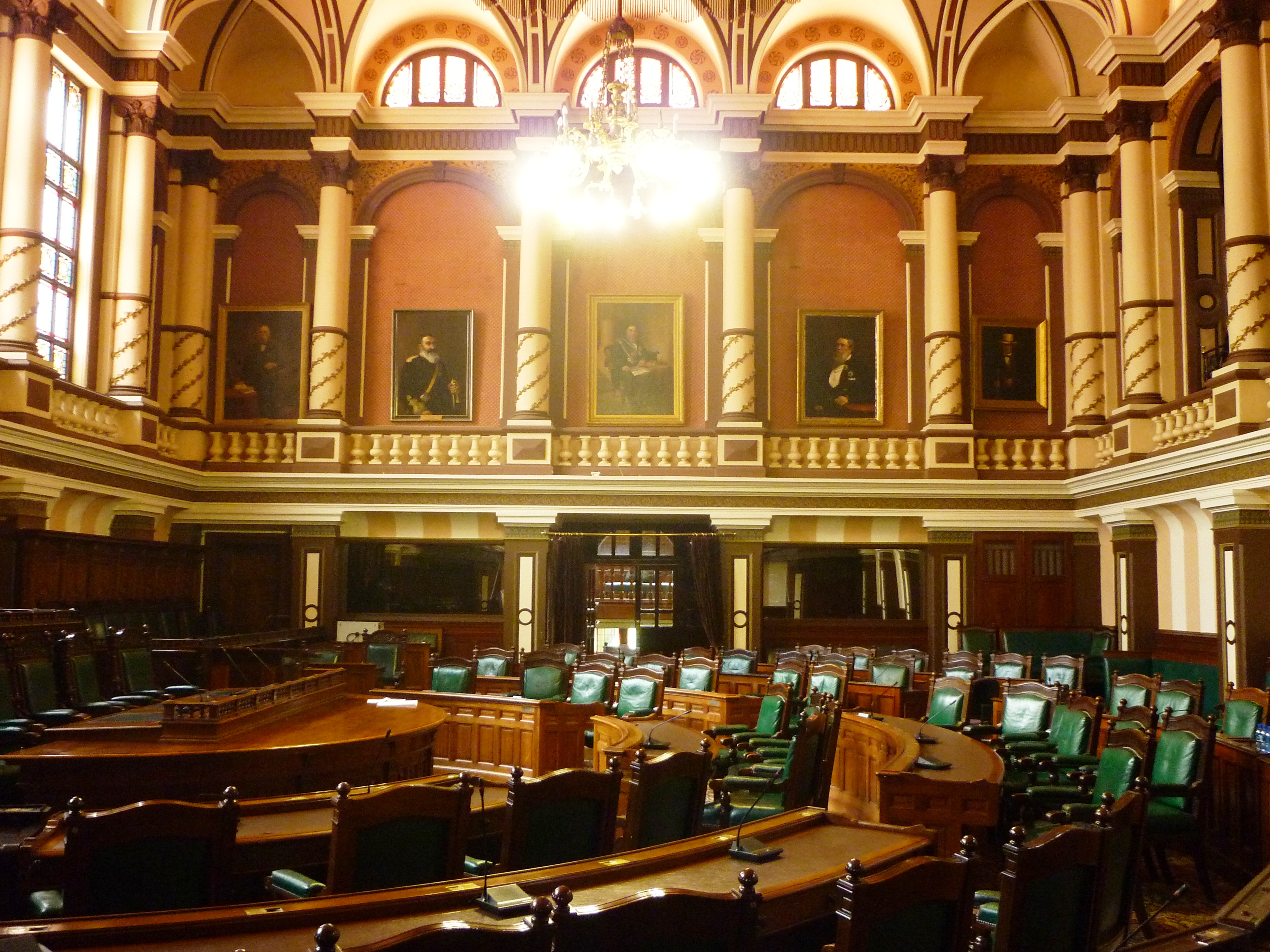
Chambre de l'assemblée du Raadsaal.

Au sommet de la tour centrale se trouve une statue féminine symbolisant la liberté.
Au rez-de-chaussée, dans la première chambre (le Volksraad) de 19 mètres de large et de 12 mètres de hauteur sont disposées les portraits de tous les présidents de la république sud-africaine du Transvaal depuis Marthinus Wessel Pretorius jusqu'à Paul Kruger ainsi que d'Andries Pretorius et du commandant général Petrus Jacobus Joubert. Les armoiries du Transvaal trônent au-dessus du siège du président de l'assemblée. La deuxième chambre est plus petite et mesure 13,41 m.
Se trouvent aussi des salles où sont déposés les archives de l'État et les registres fonciers, le bureau de Paul Kruger (restauré dans les années 1980) avec son mobilier ainsi qu'une collection de sculptures en bronze d'Anton van Wouw, des bustes, le drapeau de la ZAR retiré par les troupes britanniques en 1902, des photographies et des œuvres d'autres artistes plus ou moins contemporains. Parmi les œuvres exposées figurent des peintures représentant des portraits de personnalités de la ZAR, des paysages, des lieux publics (notamment church square en 1971, pavoisée aux couleurs tricolores de la république d'Afrique du Sud) ou la chambre de l'assemblée durant l'occupation britannique (1902-1910) telle qu'elle avait été reconfigurée. Une peinture de Fritz Wichgraf (1853-1939), intitulée De Boeren Deputatie Naar Paul Kruger, représente notamment la réception de députés de la ZAR par le président Paul Kruger et les membres de son cabinet (le général Joubert, Schalk W. Burger, A.D.W Wolmarans, les généraux Piet Cronje et Jan Kock).
Le bâtiment a été restauré à deux reprises. En 1992, il a été entièrement ravalé et la chambre du conseil restaurée dans sa configuration d'origine.